# Rato-toupeira-pelado
O rato-toupeira-nu (português europeu) ou rato-toupeira-pelado (português brasileiro) (Heterocephalus glaber) é um roedor da família Bathyergidae e a única espécie do gênero Heterocephalus.
Pode ser encontrado na Somália, Etiópia central e muito do norte e leste do Quênia, estendendo-se ao sul até o Parque Nacional de Tsavo Ocidental e a cidade de Voi.
Também é registrado no Djibouti, sugerindo que a espécie tinha uma distribuição geográfica mais ampla que a atual.

## Características
Essa espécie de rato, como todos os roedores, possui dentes incisivos que nunca param de crescer e que precisam ser gastos constantemente. Eles gastam seus dentes cavando. Segundo pesquisas recentes, Eles podem viver até 37 anos e são altamente resistentes ao câncer, com apenas alguns casos já observados em animais em cativeiro. Outras características incomuns que os tornaram interessantes para a ciência incluem ser o único mamífero de sangue frio, sem sensibilidade à dor por estímulos químicos em sua pele e ser capaz de suportar níveis muito baixos de oxigênio (passam até 18 minutos sem oxigênio).
Recentemente pesquisadores publicaram na revista Science o motivo pelo qual esses animais conseguem sobreviver em ambientes com baixa concentração de oxigênio. Eles metabolizam a frutose assim como as plantas. Nesse novo estudo, os pesquisadores expuseram os ratos-toupeira-nu a baixas condições de oxigênio no laboratório e descobriram que ocorre a liberação de grandes quantidades de frutose para a corrente sanguínea. A frutose, descobriram os cientistas, foi transportada para as células do cérebro por meio de bombas de frutose molecular, que em todos os outros mamíferos são encontradas somente em células do intestino.

## Comportamento
Os ratos-toupeiros-nus vivem de forma muito similar às formigas. Essa espécie de rato é conhecida por viver a vida inteira (ou maior parte dela), por debaixo do solo, raramente sendo vistos na superfície. A rainha do grupo acasala-se com um único macho, é ela quem comanda os outros membros do grupo, ela mantém o controle através dos feromônios que libera em sua urina, quando os outros entram em contato com a urina ficam suscetíveis a ela. Cada colônia possui seu próprio dialeto,o mesmo é decidido pela rainha.[carece de fontes?]
A rainha impede qualquer membro do grupo de acasalar, as fêmeas são impedidas através dos feromônios, os machos são surrados e empurrados por ela quando estão com interesses reprodutivos. A reprodução por parte dos membros do grupo só é feita quando um macho sai da toca, a procura de outra para poder acasalar.[carece de fontes?]